# Wickr
Wickr是一家總部位于美國纽约的软件公司。该公司最著名的產品是與該公司同名的即时通讯软件。
Wickr根据不同的客户需求，开发了多款安全即時通訊应用，例如Wickr Me、Wickr Pro、Wickr RAM和Wickr Enterprise。Wickr即时通讯应用可以對用户發送的簡訊、照片、视频和文件附件等內容實行端到端加密。该软件适用于iOS、Android、Mac、Windows和Linux操作系统。